# William Boyd (Schauspieler)

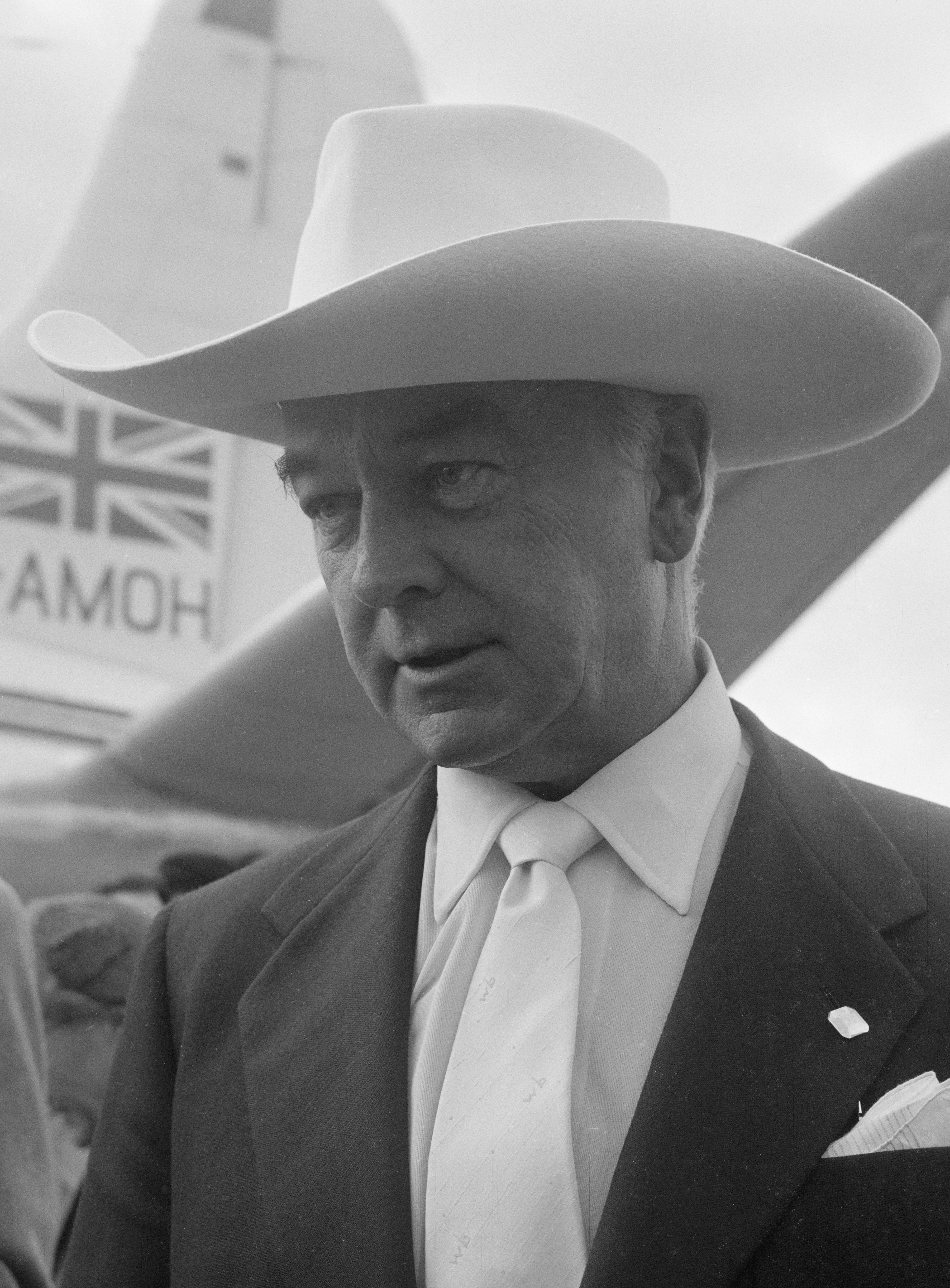
William Boyd (1954)

William Lawrence Boyd (* 5. Juni 1895 in Hendrysburg, Ohio; † 12. September 1972 in Laguna Beach, Kalifornien) war ein US-amerikanischer Schauspieler, der in den 1930er- und 1940er-Jahren in der Rolle des Cowboys Hopalong Cassidy Star zahlreicher Westernfilme war.

## Leben
1919 traf Boyd in Hollywood ein und wurde schnell ein gefragter Hauptdarsteller der Stummfilmzeit sowie Matinee-Idol, unter anderem drehte er mit renommierten Regisseuren wie Cecil B. DeMille (bei dem Filmdrama Der Wolgaschiffer) und Lewis Milestone (bei dem Abenteuerfilm Die Schlachtenbummler) Zu Beginn der 1930er Jahre erhielt seine Karriere einen Knick, als Skandale um einen William Boyd ihm zugeschrieben wurden. Es handelte sich jedoch um einen gleichnamigen Schauspiel-Kollegen, dennoch wurden die Rollenangebote spärlicher. Daraufhin wandte sich William Boyd mit Erfolg dem Westerngenre zu.
Bekannt wurde Boyd vor allem als Darsteller des Cowboys Hopalong Cassidy in der gleichnamigen Filmserie und als Hauptdarsteller in dem Western Feindschaft (1931), mit dem Clark Gable seine Tonfilm-Karriere begann. Im Jahr 1935 unterschrieb er seinen Vertrag mit Paramount Pictures über eine Western-Serie, deren Figur des Hopalong Cassidy ihn von nun an bei seiner weiteren Karriere begleitete. Nach einem Wechsel zu United Artists wurde die Reihe 1944 eingestellt. Zwei Jahre später setzte Boyd sie jedoch fort, indem er die Filme nun selbst produzierte. Nach 70 Kinofilmen erkannte er frühzeitig die Möglichkeiten des Fernsehens und wechselte auf den Bildschirm, wo von 1952 bis 1954 insgesamt 52 halbstündige Folgen mit Hopalong Cassidy entstanden. Darüber hinaus vermarktete er die Figur im Zirkus, Varieté und auf Werbetourneen.
In der Ausgabe vom 27. November 1950 brachte er es auf die Titelseite des Time Magazine und bekam einen Stern auf dem Hollywood Walk of Fame. 1995 wurde er in der Western Performers Hall of Fame im National Cowboy & Western Heritage Museum in Oklahoma City verewigt. Es gibt zudem ein Hopalong Cassidy Museum in Cambridge, Ohio.

## Privates
Boyd war insgesamt fünf Mal verheiratet:
- Laura Maynard (1917–1921) – geschieden
- Ruth Miller (1921–1924) – geschieden
- Elinor Fair (13. Januar 1926 – 16. November 1929) – geschieden
- Dorothy Sebastian (19. Dezember 1930 – 30. Mai 1936) – geschieden
- Grace Bradley (5. Juni 1937 – 12. September 1972) – sein Tod

Aus seiner dritten Ehe mit Elinor Fair ging ein Kind hervor.

## Filmografie (Auswahl)
- 1920: Irrwege einer Ehe (Why Change Your Wife?)
- 1922: Der junge Maharadscha (The Young Rajah)
- 1922: Frauen auf schiefer Bahn (Manslaughter)
- 1923: Adams Rippe (Adam’s Rib)
- 1924: Deserteure des Lebens (Feet of Clay)
- 1924: Triumph (Triumph)
- 1924: Vertauschte Frauen (Changing Husbands)
- 1925: Heiraten ist kein Kinderspiel (Forty Winks)
- 1925: Der Seekadett (The Midshipman)
- 1926: Der Wolgaschiffer (The Volga Boatman)
- 1926: Bedrohte Grenzen (The Last Frontier)
- 1927: Rivalen des Ozeans (The Yankee Clipper)
- 1927: König der Könige (The King of Kings)
- 1927: Die Schlachtenbummler (Two Arabian Knights)
- 1928: Schatten der Nacht (The Cop)
- 1928: Wolkenkratzer (Skyscraper)
- 1929: Die Lady von der Straße (Lady of the Pavements)
- 1929: The Leatherneck
- 1931: Feindschaft (The Painted Desert)
- 1937: Die Todesranch (North of the Rio Grande)
- 1938: Der Rächer von Old Mexico (In Old Mexico)
- 1939: Teufelsreiter von Texas (Range War)
- 1940: Drei Männer aus Texas (Three Men from Texas)
- 1941: Piraten zu Pferde (Pirates on Horseback)
- 1941: Die Wölfe von Kansas (Wide Open Town)
- 1941: Araber, Beduinen und Betrüger (Outlaws of the Desert)
- 1942: Undercover Man
- 1943: Bar 20
- 1944: Lumberjack
- 1952: Die größte Schau der Welt (The Greatest Show on Earth)
- 1952–1954: Hopalong Cassidy (Fernsehserie, 40 Folgen)